# 第10號交響曲 (貝多芬)
路德维希·范·贝多芬的降E大調第十交響曲是一部假設作品，由巴里·库珀于1988年根據貝多芬第一樂章的零碎草圖組裝而成。所有收集的草圖顯然都是為同一首交響曲而寫的，該交響曲應該是在第九交響曲之後，因為它們一起出現在幾個小組中，而且人們一致認為貝多芬確實打算創作另一部交響曲。庫珀的樂譜於1988年在倫敦皇家愛樂協會舉辦的一場音樂會上首次演奏，貝多芬本人於1827年向該協會提供了這部新交響曲。該樂譜由維也納環球出版出版，并于2013年推出新版本。2019年，人工智能被用來重建交響曲的第三和第四樂章，該交響曲於2021年10月9日首演，名為“貝多芬X：人工智能項目”。

## 背景
1824年完成《第9號交響曲》後，貝多芬將主要精力投入到創作他晚期的弦樂四重奏上，儘管當時也提到了一些交響曲作品（例如在他1827年3月18日的信中）；據稱，他在鋼琴上為他的朋友卡尔·霍尔茨演奏了這首曲子的一個樂章，卡爾·霍爾茨對他所聽到的內容的描述與庫珀識別的草圖相符。庫珀聲稱，他為第一樂章找到了超過250個小節的草圖，他將這些草圖編織在一起形成了第一樂章，並盡可能接近貝多芬的作曲方法和草圖過程。庫珀對第一樂章的重構包括降E大調的行板和C小調的中央快板。庫珀聲稱還找到了諧謔曲的草圖，他將其用作第三樂章和其他後來的樂章，但他認為它們不夠廣泛或發展到足以組裝成表演版本。
貝多芬的信件中有幾處提到了這部作品。（他最初计划第九號交響曲完全是器乐作品，歡樂頌是一部单独的合唱作品，而第十交响曲则以不同的声乐作品结束。）
更早的1814年至1815年，貝多芬也開始了他的D大調第六號钢琴协奏曲的草圖。（與支離破碎的交響曲不同，這部協奏曲的第一樂章部分已寫成完整的樂譜，並由尼古拉斯·库克重建並演奏和录制。）

## 录音
庫珀重建交響曲第一樂章的兩張唱片於1988年發行，一張由温·莫里斯指挥，另一张由沃爾特·韋勒指揮。莫里斯的錄音也於1988年以光盤形式發行，其中包括音樂和巴里·庫珀（BarryCooper）的口頭的講座「貝多芬第十交響曲的故事」。

## 不相關的描述
蘇·萊瑟姆在她的小說《鬼屋交響曲》中描繪了一個發現貝多芬第十號交響曲的虛構故事。RichardKluger在2018年出版的小說《貝多芬的第十號交響曲》中提出了類似的概念，指出了發現失落交響曲可能帶來的許多擔憂和問題。托马斯·豪瑟1984年的懸疑小說《貝多芬陰謀》描繪了第十號交響曲被秘密重組和演奏的故事。
貝多芬的第十號交響曲在西伯利亞交響樂團的專輯《貝多芬的最後一夜》中扮演了重要的情節角色。
NPR在2012年愚人节發表了一篇關於發現貝多芬第十交響曲的報道。
在《馬車列車》劇集「登克博士的故事」中，由西奧多·比克爾飾演的登克博士在他所說的「貝多芬第十交響曲」中領導了一個兒童「管弦樂隊」。
貝多芬的第十交響曲是皮特·乌斯蒂诺夫的戲劇。該劇於1984年4月在百老匯的倪德倫劇院首次上演，由Robert Chetwyn導演。

## 勃拉姆斯第一交響曲參考
該作品終曲的主題常被人認為和貝多芬第9號交響曲的終曲歡樂頌主題有相似之處。
布拉姆斯也在該作品（尤其是第1樂章）中使用了貝多芬第5號交響曲。由於這類相似之處，指揮家汉斯·冯·彪罗稱這部交響曲為「貝多芬第十」。這類評論使布拉姆斯深感煩惱，因為這裏面似乎有點抄襲的意思，而他自己是在故意向貝多芬致敬。對他與貝多芬作品中的相似之處，他曾說過「笨蛋都看得出來」。然而，這部作品還是偶爾被稱為「貝多芬第十」。
對於該作品終曲的主題，還有「命運」的節奏，布拉姆斯在1868年給克拉拉·舒曼的一封信中稱，是受阿尔卑斯号曲調的啟發。

## 外部連結
- Cooper, Barry. . Lucare.com. 2005. （原始内容存档于3 February 2009）.